# 미국 육군 범죄수사대
미국 육군 범죄수사대(United States Army Criminal Investigation Division (USACID)), 옛 미국 육군 범죄사수사령부(United States Army Criminal Investigation Command (USACIDC))는 미국 육군의 중대한 군형법 위반을 수사하는 법집행기관이다. 버지니아주 콴티코 해병대 캠프기지(MCB 콴티코)의 러셀-녹스 빌딩에 본부를 두고 있다. 미국 육군 CID 특별 수사관의 수사 보고서는 CID 사령관을 거쳐 육군 참모총장과 육군부 장관에게 직접 보고된다.

## 역사
1971년 9월 17일 창설되었으며, 사령관은 육군 소장, 특별 수사관 900명을 포함해 2,000명 규모이다. 일반적인 군형법 위반 사례는 수사하지 않고, 중대한 군형법상 범죄만 수사한다.

## 조직

### 부대
- 제3군사경찰단 (CID) - 조지아주 헌터 육군 비행장
  -  제5군사경찰대대 (CID) - 독일 카이저슬라우테른
  -  제10군사경찰대대 (CID) - 노스캐롤라이나주 포트 리버티
  - 제502군사경찰대대 (CID) - 켄터키주 포트 캠벨
  - 포트 베닝 군사경찰대대 (CID) - 조지아주 포트 무어
  - 워싱턴 대대 (CID) - 버지니아주 포트 마이어
    - 제12군사경찰분견대 (CID) - 버지니아주 포트 그레그-애덤스
    - 제68병분견대 (CID), 메릴랜드주 포트 조지 G. 미드
    - 제75군사경찰분견대 (CID) - 버지니아주 포트 벨보어
- 제6군사경찰단(영어판) (CID) - 워싱턴주 포트 루이스
  -  제11군사경찰대대 (CID) - 텍사스주 포트 후드
  -  제19군사경찰대대 (CID) - 하와이주 휠러 육군 비행장
  -  제22군사경찰대대 (CID) - 워싱턴주 포트 루이스
- 제701군사경찰단 (CID) - 버지니아주 MCB 콴티코
  - 현장조사부대
  - 주요입수사기부대 - 버지니아주 MCB 콴티코
  - 미국 육군 경호근무대대 - 버지니아주 포트 벨보어
  - 컴퓨터범죄수사부대 - 버지니아주 MCB 콴티코

### 기관
- 미국 육군 범죄기록소 - 조지아주 포트 길렘
- 미국 육군 범죄수사연구소 - 버지니아주 MCB 콴티코

## 그림

사진첩
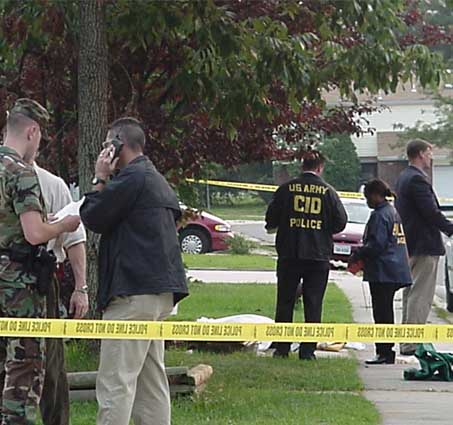
범죄 현장에서 수사중인 CID 특별 수사관. 900명 규모이다.
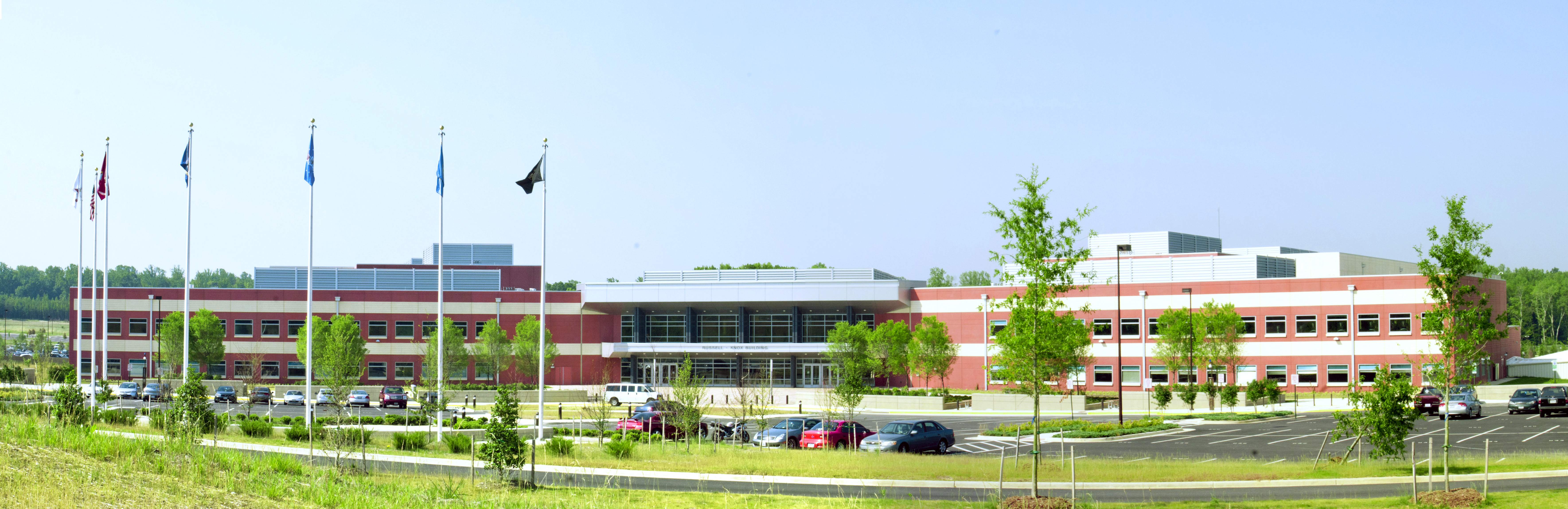
콴티코 해병대 기지 안에 있는 미국 육군 CID 본부, 러셀-녹스 빌딩

배지와 인식표
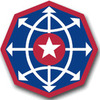
어깨소매휘장(SSI)
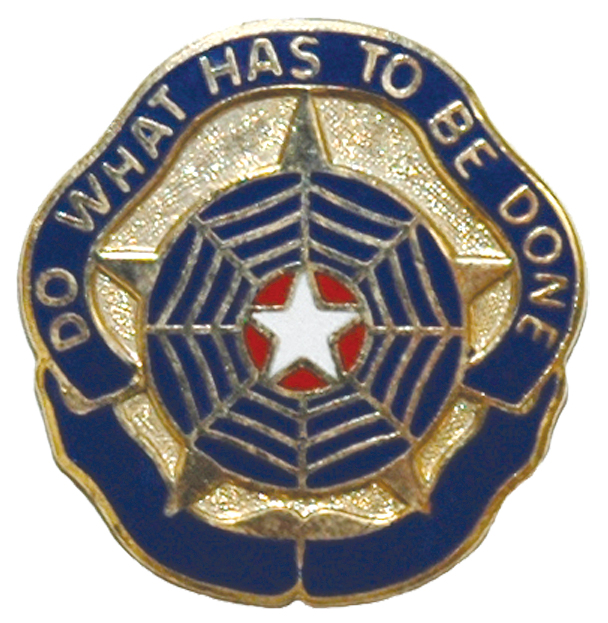
크레스트 및 고유부대휘장(DUI)
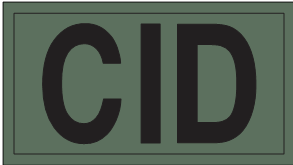
CID 직원의 완장
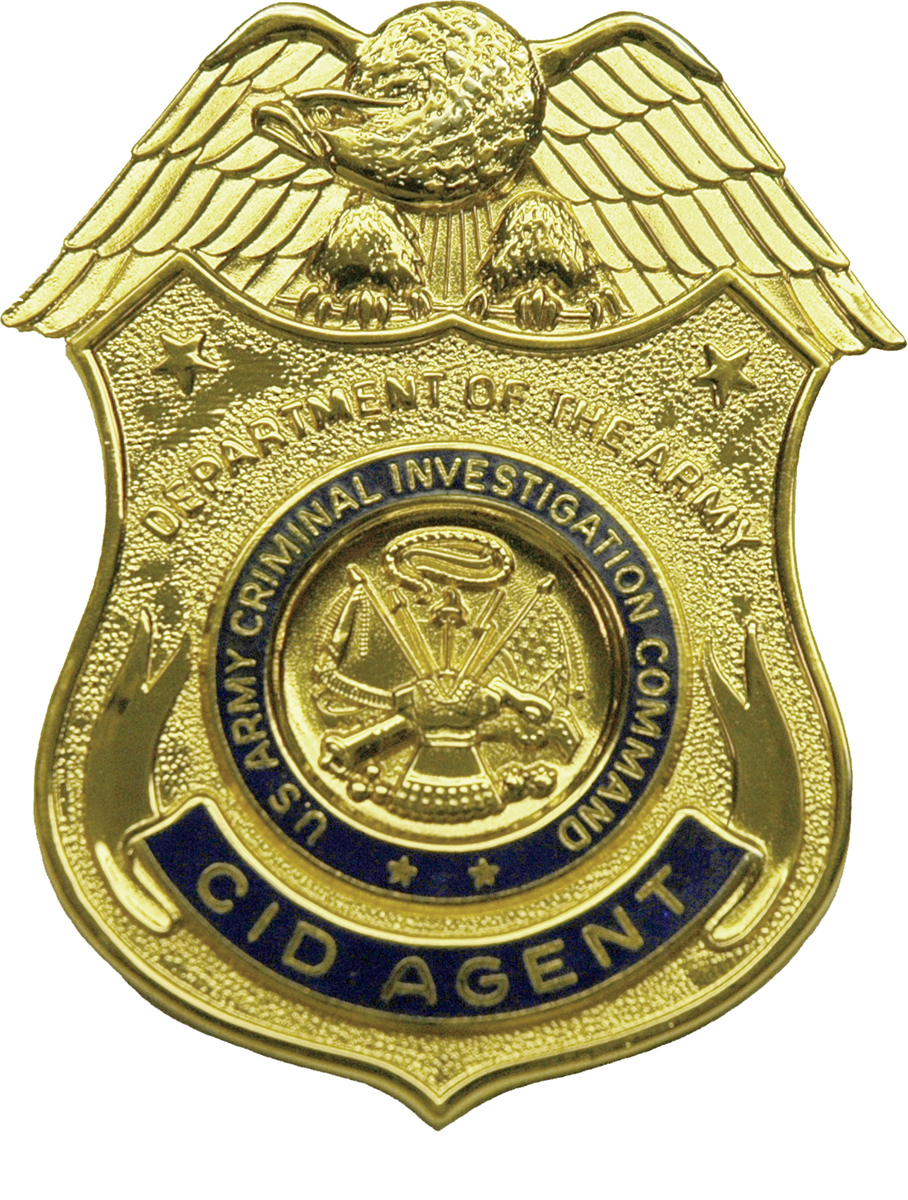
2009년 재정된 CIDC 특별수사관 뱃지
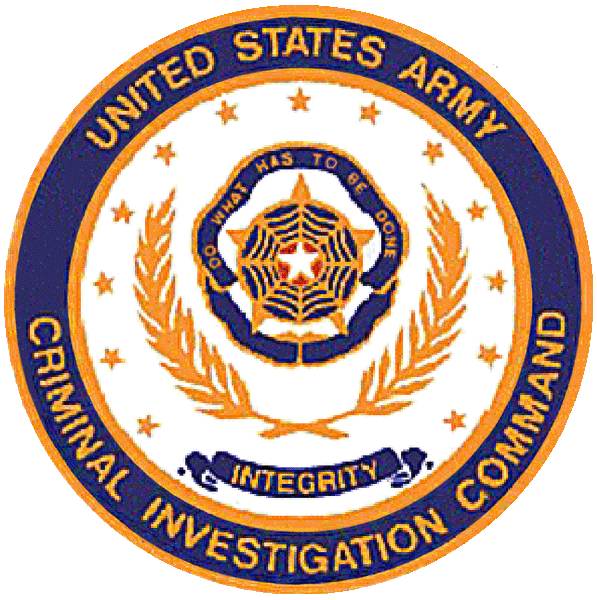
CIDC 인장

## 같이 보기
- 미국 해군범죄조사청 (NCIS)
- 미국 공군 특별수사국 (OIS)

## 참고
- “U.S. Army Criminal Investigation Division” (영어). the Institute of Heraldry. 2023년 6월 23일에 확인함.[깨진 링크(과거 내용 찾기)]